# Prosictodon dubei
Prosictodon dubei és una espècie extinta de sinàpsid de la família dels pilecefàlids que visqué en allò que avui en dia és el sud d'Àfrica durant el Permià superior, fa entre 259,5 i 274,4 milions d'anys. Se n'han trobat restes fòssils a la formació d'Abrahamskraal (Sud-àfrica). Es tracta de l'única espècie del gènere Prosictodon. Era un dicinodont petit i herbívor. El nom genèric Prosictodon significa ‘a més a més de la dent de mostela’ o, menys literalment, ‘a més a més de Diictodon’, en referència al fet que P. dubei, a diferència de Diictodon, presenta dents postcanines. El nom específic dubei li fou assignat en honor de Charlton Dube, preparador de fòssils en cap de l'Institut de Recerca Paleontològica Bernard Price.